# Maruti 800
A Maruti 800 (vagy egyes európai országokban Suzuki Maruti) egy miniautó, melyek az indiai Maruti Suzuki gyártott 1983 és 2014. január 18. között. Az autó SS80 gyári kódnévre hallgató első generációja az 1979-es Suzuki Fronte alapjaira épült, 1986 után azonban már a Suzuki Alto karosszériáját használta. Nevét motorjának mérete után kapta. Sokan az indiai piac legsikeresebb autójának tartják, körülbelül 2,87 millió darab készült belőle, amiből 2,66 millió Indiában talált gazdára. Több mint 30 éves gyártási időtartamával India második legtovább gyártott kocsijának számít, csak a Hindustan Ambassador előzi meg, amelyet 1958-tól ugyancsak 2014-ig gyártottak.

## Modelltörténet

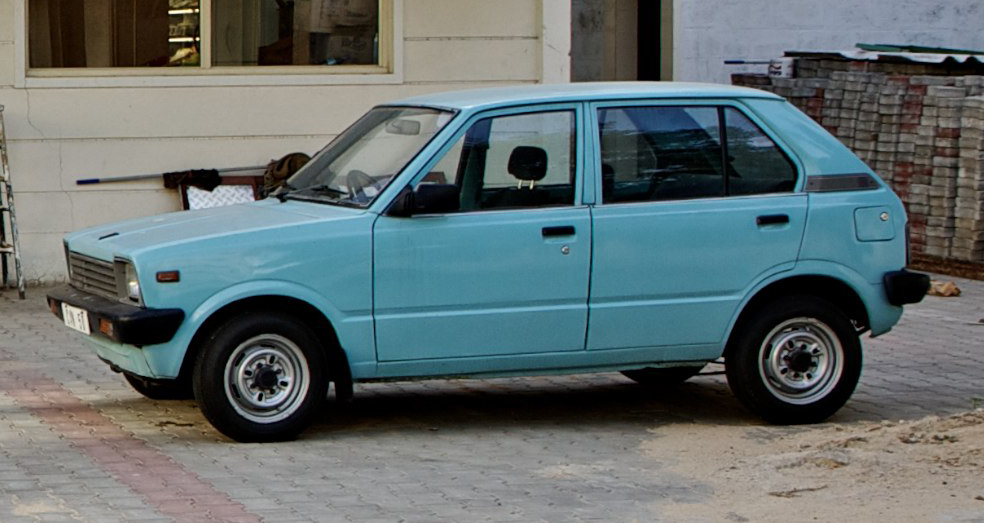
A Maruti 800 első változata

A Suzuki Fontéra épülő Maruti 800 gyártása 1983-ban kezdődött meg. Az autót 1983. december 14-én ünnepélyes keretek között mutatták be Új-Delhiben. Az első példány sorsolás útján talált gazdára, kulcsait pedig India akkori miniszterelnöke, Indira Gandhi adta át a szerencsés nyertesnek. A kocsi 1986-ban modellfrissítésen esett át, ekkor a második generációs Suzuki Altóéhoz nagyon hasonló karosszériát kapott. A Maruti 800 motorja 37 lóerős (28 kW) teljesítmény leadására volt képes, az autó apró, 12 colos kerekeken közlekedett, súlya mindössze 650 kg volt és négy személy szállítására volt alkalmas. Végsebessége körülbelül 125 km/h volt, fogyasztása pedig ideális körülmények között akár 6 liter alá is lecsökkent, ami a maga idejében rendkívül takarékosnak számított.
A Maruti Suzuki készített egy 45 lóerős (34 kW) változatot is, melybe ötsebességes manuális sebességváltó került, de ennek gyártása néhány év alatt befejeződött. Az 1980-as és 1990-es évek során a Maruti márkanév egybeolvadt a Maruti 800-zal. Egészen 2004-ig ez volt a legkelendőbb modell az indiai piacon, amikor is a Maruti Alto átvette a helyét a toplista élén. A Maruti 800-at több országba is exportálták, így például Nepálba, Bangladesbe, Srí Lankába, Marokkóba és néhány európai ország piacaira is került belőle. Európa több részén az autó Suzuki Maruti néven volt ismert. 2005-ben korszerűsítésen esett át az autó, hogy megfeleljen az Euro III-as károsanyag-kibocsátási normáknak és 2008-ban megjelent egy cseppfolyós autógázzal hajtott változat is.

### A gyártás leállítása
A Maruti Suzukinak már 2005-ben is voltak olyan tervei, hogy 2010-re befejezi a Maruti 800 gyártását, ez végül nem valósult meg, de a szigorodó károsanyag-kibocsátási szabályozások miatt komolyan megkérdőjeleződött a modell jövője. A gyár sokáig nem tudta eldönteni, hogy érdemes lenne-e az Euro IV-es előírások szerint átalakítani a Maruti 800 motorját, ezzel megdrágítva a kocsit. Ennek egyik oka az volt, hogy folyamatosan csökkent a kereslet az egyre korszerűtlenebbé váló autó iránt és egyre többen választották első számú vetélytársát, a 2008-ban bemutatott Tata Nanót, mely kisebb, gyengébb és zajosabb volt, ugyanakkor azonban olcsóbb is. 2010 áprilisában 3,7%-kal kevesebb Maruti 800-at adtak el az egy évvel korábbi adatokhoz képest. Az Euro IV-es előírások 2010 áprilisában léptek életbe, így a Maruti Suzuki 13 nagyvárosban kénytelen volt befejezni az árusítást. India egyes részein csak 2015 és 2016 között tervezik kötelezővé tenni az Euro IV-es normákat az új autók esetén, így ezeken a helyeken az eladások tovább folyhattak, de egyre égetőbbé vált, hogy döntés szülessen a Maruti 800-zal kapcsolatban. 2011-ben a gyár azt nyilatkozta, hogy korszerűsíteni fogja a modellt, ez azonban nem valósult meg. Emiatt pedig az autó jövője már reménytelen volt: 2014. január 18-án befejeződött a Maruti 800 gyártása.

## Galéria

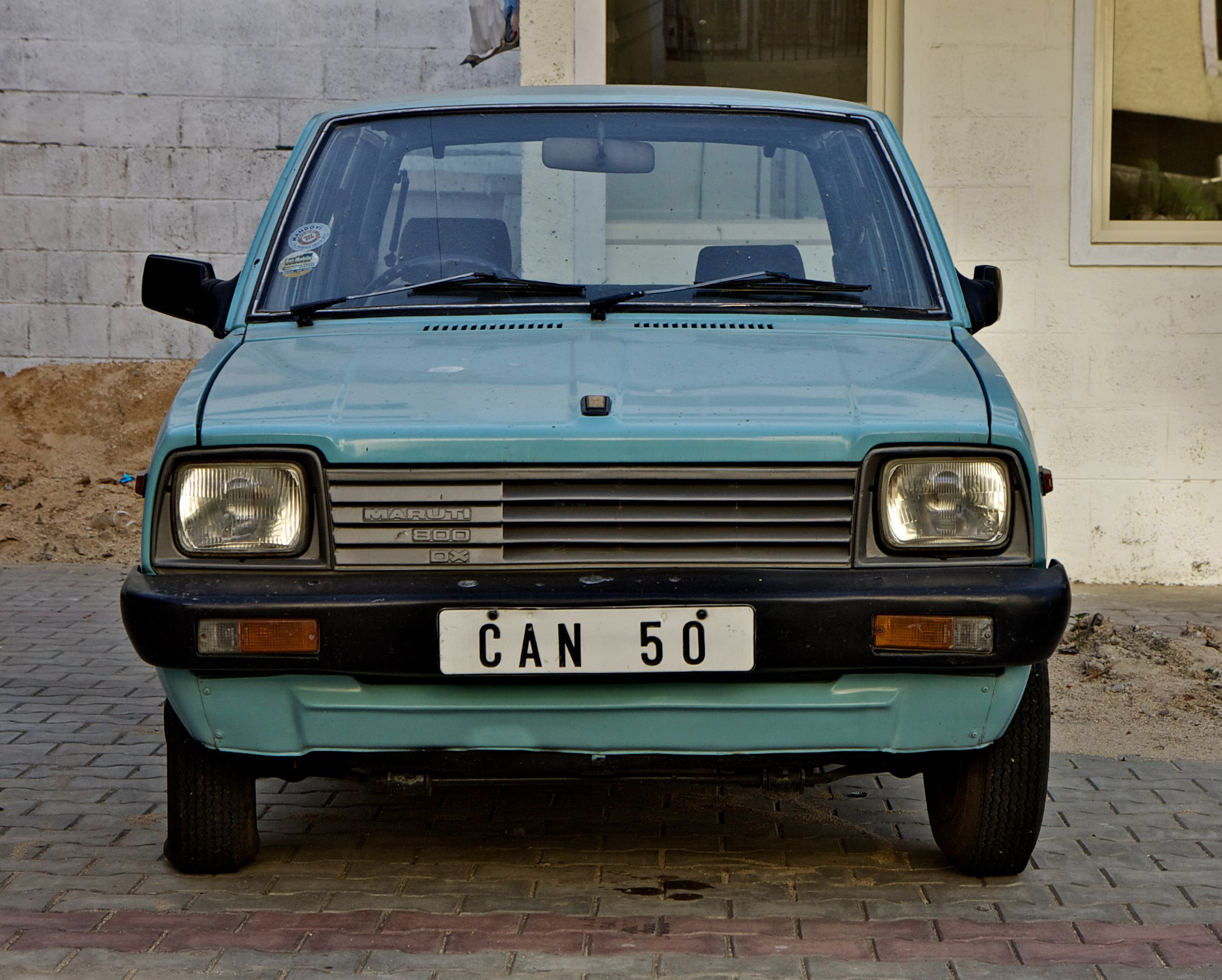
A Suzuki Fontén alapuló Maruti 800 szemből
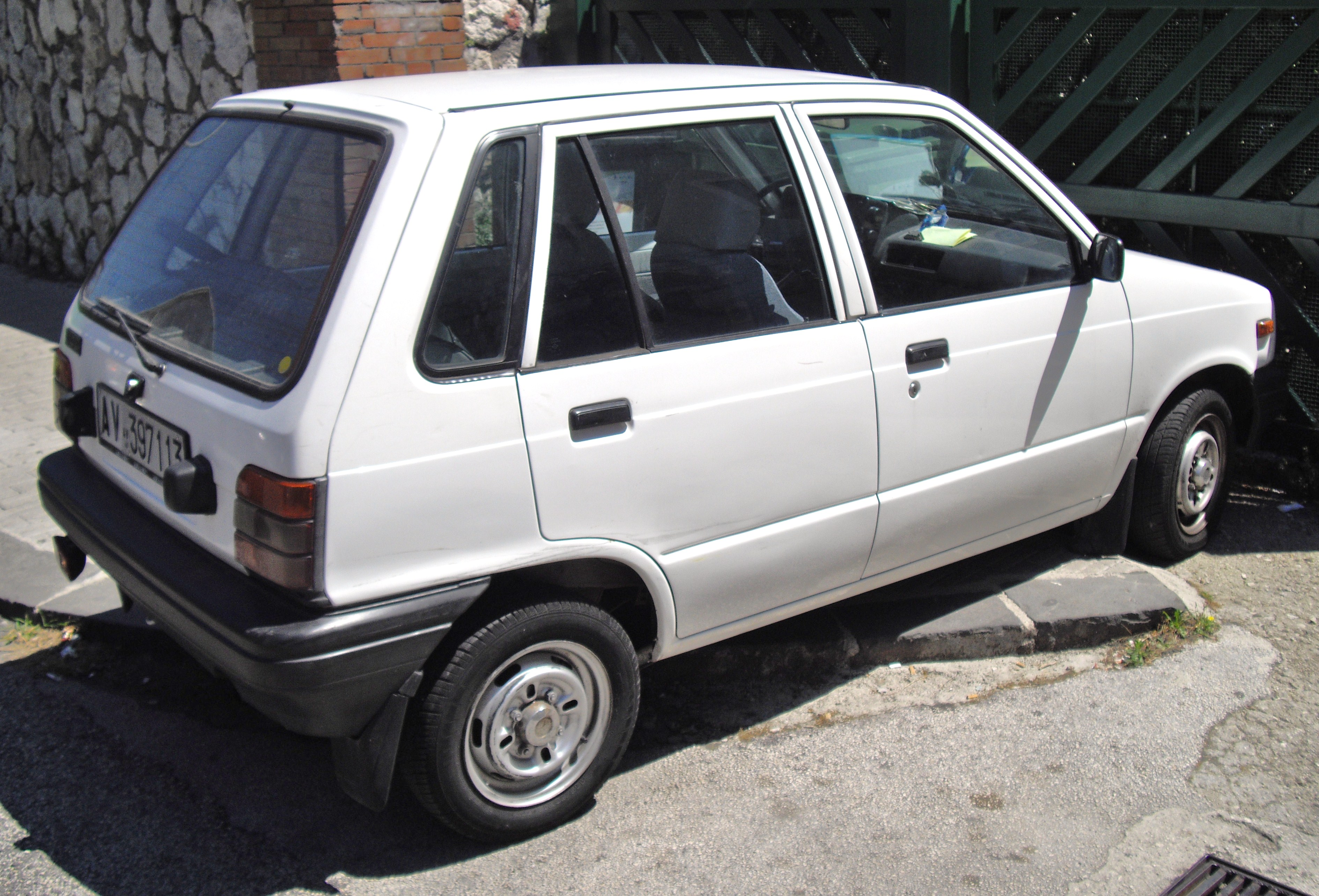
A Maruti 800 Európában talán legismertebb változata
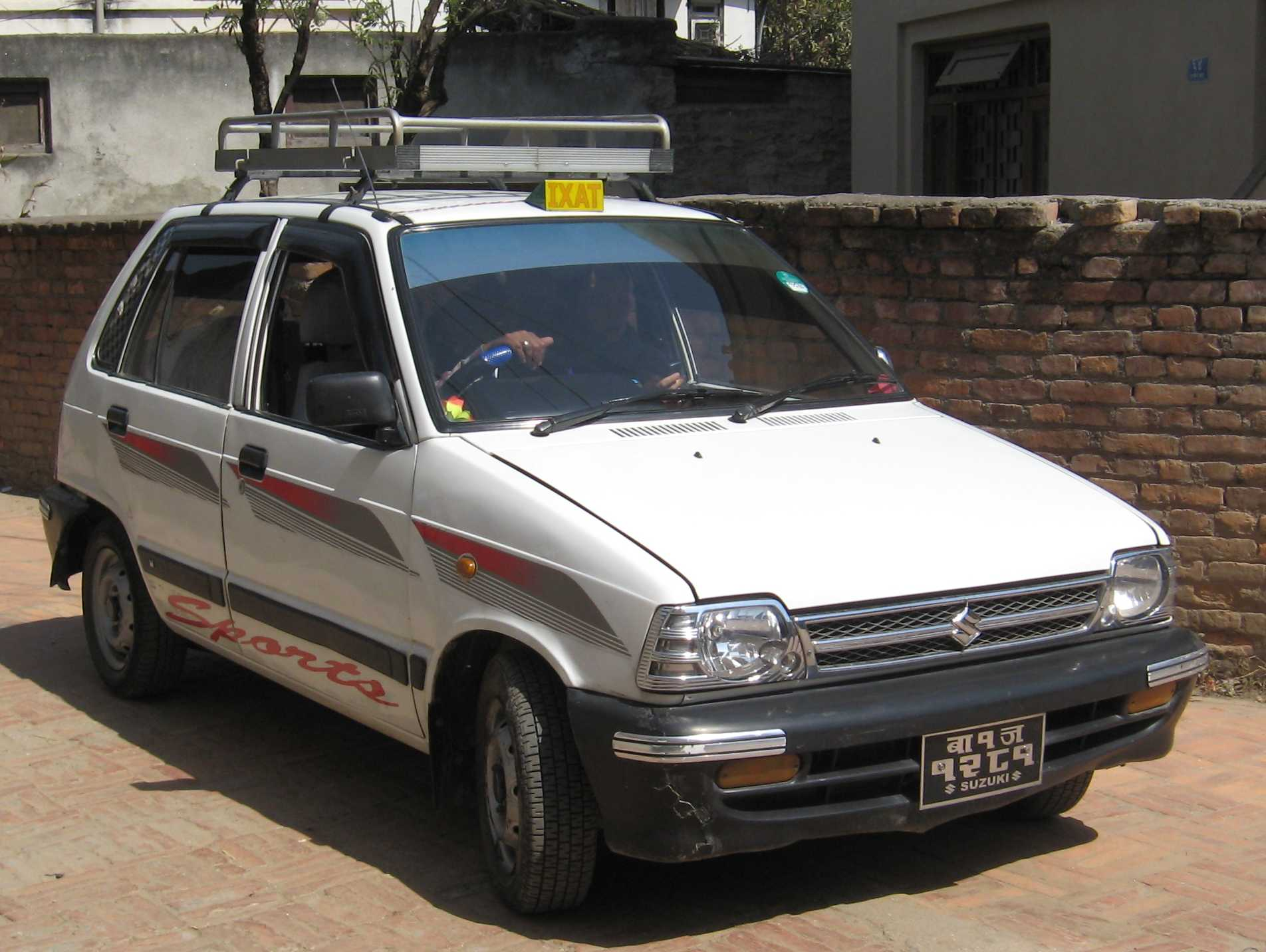
Maruti 800 taxi Katmanduban
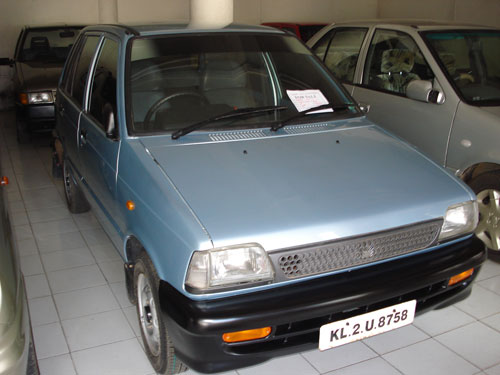
Az 1997-es modellfrissítés eredménye
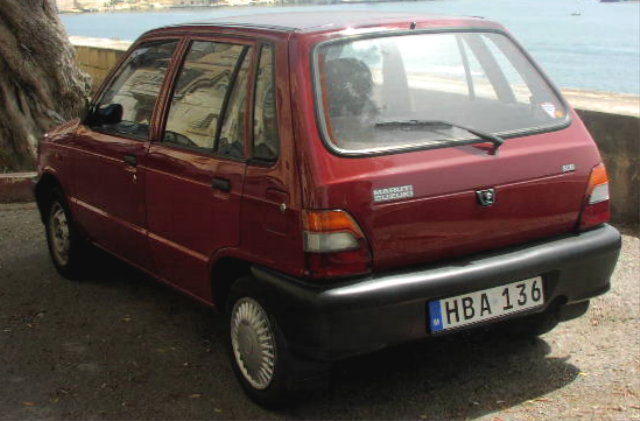
Modellfrissítés utáni Maruti hátulról